# Gymnázium P. O. Hviezdoslava Dolný Kubín
Gymnázium Pavla Országha Hviezdoslava Dolný Kubín je střední škola, která žákům poskytuje všeobecné vzdělání a především přípravu na vysokoškolské studium. Umožňuje čtyřleté, osmileté a anglické bilingvální studium.

## Historie
Slavnostní otevření dolnokubínskeho gymnázia se konalo v neděli 21. září 1919. Osobně se ho zúčastnil básník P. O. Hviezdoslav, recitoval svou báseň Nie povolaný. Řádné vyučování začalo 22. září 1919. Bylo přijato 69 žáků a vyučovalo se ve třech třídách. Prvním ředitelem byl František Malota.
Od svého vzniku zápasilo gymnázium s prostorovými a personálními problémy i s nedostatkem finančních prostředků. Na základě rozhodnutí ministerstva školství ze srpna 1922 bylo určeno, že dolnokubínské gymnázium bude jen čtyřleté. Úplné osmileté gymnázium bylo obnoveno v roce 1934. Období druhé světové války je zaznamenáno v tehdejší výroční zprávě.
V roce 1947 začala výstavba nové gymnaziální budovy. V létě 1967 se škola přestěhovala zpět do staré budovy na náměstí, hned začala její rekonstrukce. Od září 1970 bylo zavedeno opět čtyřleté gymnázium. Studium bylo diferencované na humanitní a přírodovědní větev. Od školního roku 1978/1979 bylo gymnázium zaměřené jen na přírodovědnou větev. Začaly se vyučovat odborné předměty jako základy stavebnictví, základy elektrotechniky a hutnictví. V roce 1983 byla dokončena přístavba učeben v pravém křídle budovy.
V roce 1994 byla otevřena první třída osmiletého gymnaziálního studia a v roce 2017 vznikla anglická bilingvální sekce. Škola se postupně rozrostla na 21-třídní gymnázium. Během 100 let existence gymnázia opustilo jeho lavice více než  7000 absolventů.

## Současnost
V současnosti je škola moderní vzdělávací institucí, jejíž absolventi jsou schopni prosadit se v konkurenčních podmínkách na trhu práce. O kvalitní práci pedagogů svědčí procento přijatých žáků na vysoké školy, které se pohybuje okolo 90%. Od června 2007 studenti gymnázia využívají novou víceúčelovou sportovní halu, v září 2009 mohli začít využívat osm nových, moderních učeben pro výuku cizích jazyků.
V letech 2015-2021 proběhla celková rekonstrukce budovy školy.

## Známí absolventi
- Ján Johanides – spisovatel
- Peter Huba – historik
- Milan Remko – chemik
- Ivan Chodák – lékař, sportovec
- Tomáš Jančo – režisér
- Silvia Šuvadová – herečka
- Dušan Galis – fotbalista a reprezentační trenér
- Dušan Tittel – fotbalista
- Peter Rajniak – basketbalista
- Miroslav Stanovský – vodní slalomář
- Martin Bajčičák – běžec na lyžích
- Peter Markovič – politik, poslanec NR SR